# 纳扎尔·切普尔诺伊
纳扎尔·维亚切斯拉沃维奇·切普尔诺伊（烏克蘭語：Назар Вячеславович Чепурний，2002年9月3日—），乌克兰男子竞技体操运动员，2021年夏季世界大运会男子跳马金牌得主、2023年世界竞技体操锦标赛男子跳马铜牌得主。